# Орден Матильды
Орден Матильды — упразднённая королевская награда Дании. Орден был учреждён королевой Дании и Норвегии Матильдой 29 января 1771 года в честь дня рождения её психически нездорового мужа, короля Кристиана VII, от имени которого страной управляли она и её фаворит, реформатор Иоганн Струэнзе.

## История и описание
Орден имел один класс и предназначался для награждения членов королевской семьи и их ближайших приближённых. Знак ордена представлял собой монограмму «М», обрамлённую кругом из драгоценных камней, и ветвями, покрытыми зелёной эмалью. Лента ордена была розовой с тремя серебряными полосами. Мужчины носили орден на ленте на шее, дамы — с бантом на груди. Устав ордена состоял из семи статей и был написан на французском языке.
Вручение ордена состоялось один раз, в тот же день, на ужине в честь дня рождения короля, его получили двенадцать человек, включая саму королеву Матильду, её фаворита Струэнзе и короля Кристиана, а также вдовствующую королеву Юлиану Марию и её сына, принца Фредерика, сводного брата короля.
После переворота 1772 года, по итогам которого Струэнзе был казнён, королева Матильда получила развод и была выслана из страны, а фактическая власть перешла к вдовствующей королеве и её сыну, принцу Фредерику, орден был упразднён.
Взамен вскоре был учреждён орден Кристиана VII.

## Галерея

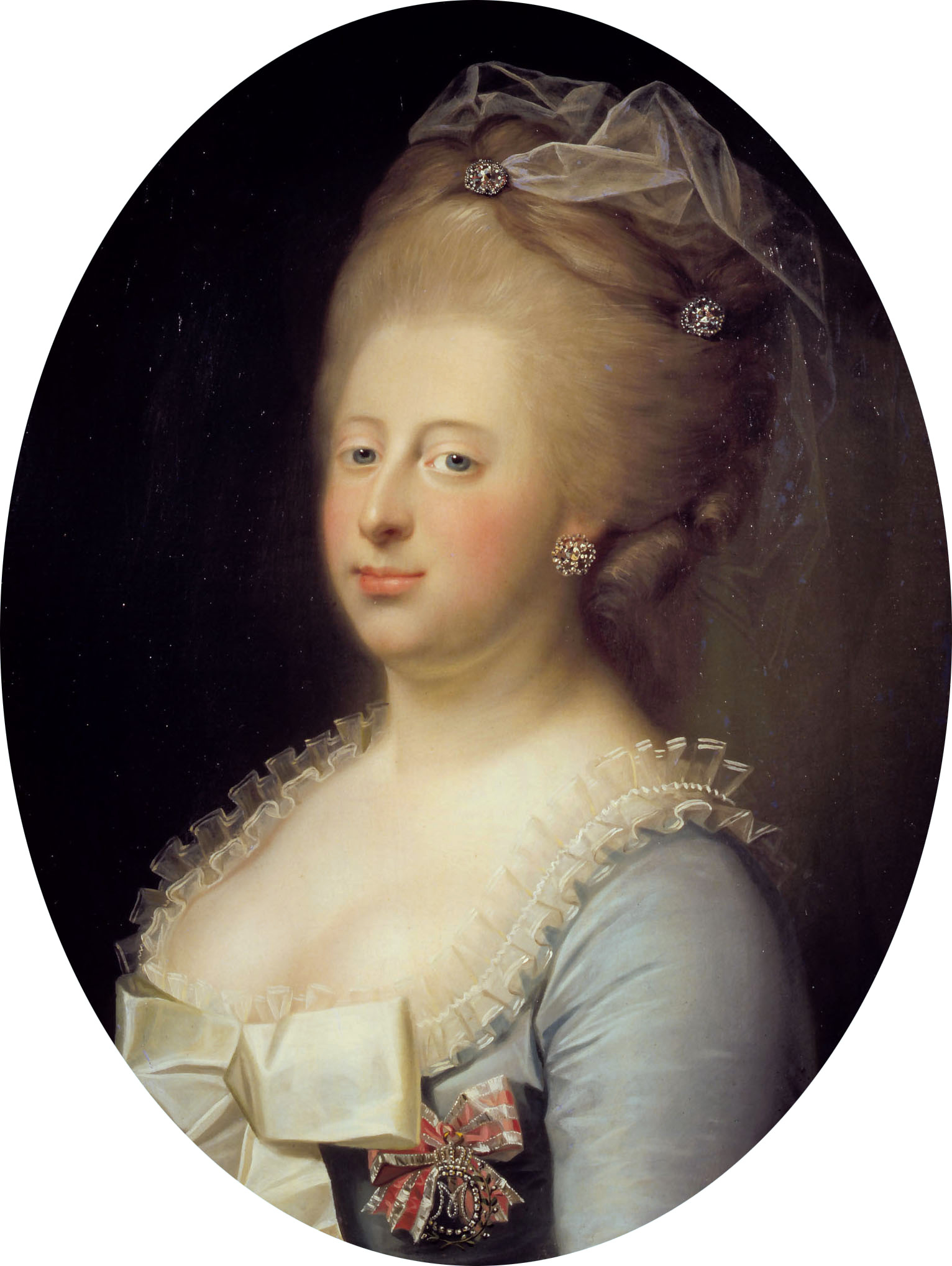
Королева Матильда с орденом своего имени
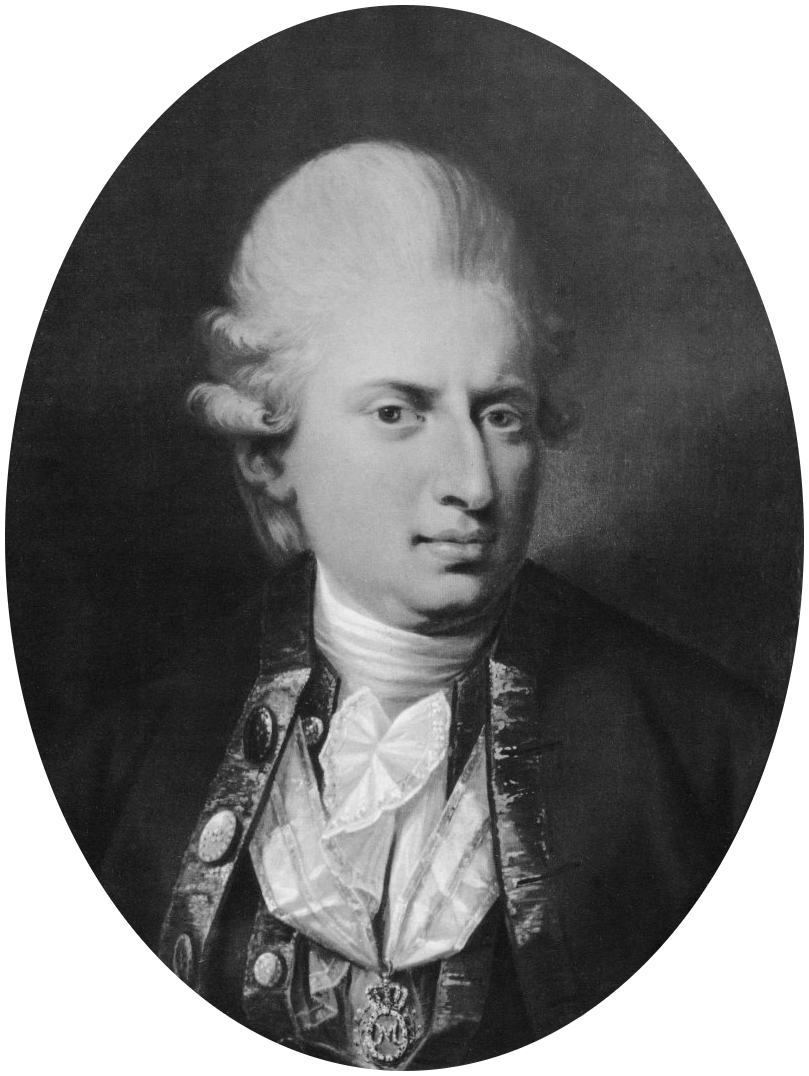
Иоганн Струэнзе с орденом Матильды